# Phlegra tetralineata
Phlegra tetralineata är en spindelart som först beskrevs av Lodovico di Caporiacco 1939.  Phlegra tetralineata ingår i släktet Phlegra och familjen hoppspindlar. Inga underarter finns listade i Catalogue of Life.